# Sweeney Todd - Il diabolico barbiere di Fleet Street (film 2007)
Sweeney Todd - Il diabolico barbiere di Fleet Street (Sweeney Todd: The Demon Barber of Fleet Street) è un film splatter musicale del 2007 diretto da Tim Burton. Costituisce l'adattamento cinematografico dell'omonimo musical di Stephen Sondheim e Hugh Wheeler del 1979, basato sull'omonimo dramma teatrale di Christopher Bond del 1973, a sua volta tratto dall'omonimo romanzo del 1846.
Tra i film più celebri e di successo di Burton, nel film recitano Johnny Depp, alla sua sesta collaborazione con il regista, nel ruolo di Sweeney Todd, Helena Bonham Carter, alla sua quinta collaborazione con Burton, nel ruolo di Mrs. Lovett, Alan Rickman, nel ruolo del Giudice Turpin, e Timothy Spall, nel ruolo del Messo Bamford.
La pellicola è stata distribuita negli Stati Uniti il 21 dicembre 2007, nel Regno Unito il 25 gennaio 2008 e in Italia il 22 febbraio 2008.
Incassando oltre 150 milioni di dollari in tutto il mondo, il film è stato elogiato per le interpretazioni del cast, i numeri musicali, i costumi, la scenografia e la fedeltà al musical del 1979.
Tra i vari riconoscimenti, ha vinto il Premio Oscar per la migliore scenografia e due Golden Globe, tra cui miglior film commedia o musicale.

## Trama
(Sweeney Todd, impugnando uno dei suoi rasoi)
Nel 1846 il barbiere Benjamin Barker torna a Londra, accompagnato dal giovane marinaio Anthony Hope. Quindici anni prima, è stato ingiustamente condannato ed esiliato in Australia dal malvagio e corrotto giudice Turpin, che bramava la bella e virtuosa moglie di Barker, Lucy. Dopo essere fuggito dalla colonia penale e salvato da Hope, Barker adotta il nome di "Sweeney Todd" e torna alla sua vecchia bottega in Fleet Street, collocata sopra il negozio di pasticci di carne di Nellie Lovett. Riconoscendo Barker, la donna gli racconta che, durante il suo esilio, Turpin violentò sua moglie, la quale decise di avvelenarsi per l'umiliazione subita, e poi adotta sua figlia Johanna diventandone il tutore. Apprese queste notizie, Todd giura vendetta e riapre la sua vecchia bottega da barbiere dopo che Mrs. Lovett, innamorata di lui ma non ricambiata, gli restituisce i suoi vecchi rasoi a mano libera. Anthony intanto vaga per le vie di Londra, e vedendo alla finestra Johanna si innamora di lei; questa sua attrazione causa uno scontro con Turpin e il Messo Bamford, che scaccia Anthony.
Nel frattempo, nella piazza del mercato, Todd denuncia una frode pubblicitaria del "barbiere di strada" italiano Adolfo Pirelli e del suo giovane ma oppresso assistente Tobias "Toby" Ragg, sostenendo che l'elisir da loro venduto è solo «un intruglio di piscio e inchiostro». Todd sfida Pirelli, il quale si sente umiliato, a verificare la sua finezza nella rasatura nel minor tempo. Bamford viene allora come testimone della sfida tra i due rivali, che si conclude con la vittoria di Todd; quando il messo si congratula con il vincitore, quest'ultimo coglie l'opportunità per invitarlo alla sua bottega per una rasatura gratuita. Pirelli, che ha riconosciuto Todd dai suoi rasoi, si rivela come il suo ex apprendista Davey Collins e tenta di ricattare Todd, che si infuria e tramortisce Pirelli colpendolo ripetutamente con una teiera bollente e poi lo uccide sgozzandolo. Mrs. Lovett scopre il cadavere, inizialmente scioccata, ma accetta le giustificazioni di Todd, essendosi affezionata emotivamente a Toby, che lo adotta come figlio e lo assume come garzone nel suo negozio.
Quando il giudice Turpin rimane deluso dal rifiuto di Johanna nei confronti delle sue avances, il messo Bamford lo incoraggia a far visita al signor Todd per una rasatura che migliorerebbe il suo aspetto. Todd concretizza che questa è l'occasione perfetta per uccidere Turpin e vendicarsi, ma durante la rasatura del giudice, Anthony irrompe all'interno del negozio rivelando accidentalmente a Turpin il piano di Johanna di scappare via con lui. Infuriato, Turpin se ne va dicendo che non metterà più piede nel negozio di Todd fin quando egli frequenterà gente come Hope, e tornato a casa rinchiude Johanna in un manicomio fino a quando ella non accetterà di sposarlo. Furioso per non essere riuscito a concludere la sua vendetta, Todd scarica la sua frustrazione sui suoi clienti innocenti che, sotto suggerimento di Mrs. Lovett, possono diventare dei deliziosi pasticci nel suo forno. Entusiasta, Todd accetta il suo suggerimento installando un macchinario nella sua sedia così da scaricare i corpi delle vittime attraverso una botola fino alla stanza del forno di Mrs. Lovett. Sia il negozio di barbiere di Todd sia il negozio di pasticci di Mrs. Lovett ricevono in tal modo molti incassi, e la Lovett arriva ad esprimere il desiderio di sposare Todd; esattamente un momento dopo, Anthony arriva e afferma di aver trovato Johanna. Udendolo, Todd gli consiglia di travestirsi da apprendista parrucchiere e di portare via Johanna dal manicomio; scrive poi una lettera informando Turpin del piano di Anthony per portare via Johanna così da attirare il giudice, e invia Toby a consegnarla nelle mani del giudice stesso.
Toby ritorna ed esprime la sua diffidenza nei confronti di Todd a Mrs. Lovett, la quale, spaventata dall'idea che il ragazzo corra a raccontare i suoi sospetti alla polizia, lo consola e lo attrae dentro la stanza del forno chiudendolo all'interno. Mentre Lovett avverte Todd a proposito dei sospetti di Toby, essi vengono sorpresi da Bamford, inviato per investigare sugli "strani odori" provenienti dal camino del negozio. Mentre Todd attira Bamford all'interno del suo negozio, Toby (nella stanza da forno) trova il dito di un piede umano all'interno di un pasticcio, e scopre così una pila di cadaveri umani proprio nell'istante in cui il corpo dell'usciere cade giù dallo scivolo; fugge così attraverso le fogne, nascondendosi da Todd e Mrs. Lovett.
Intanto Anthony e Johanna ritornano nel negozio di Todd dove il ragazzo le dice di aspettarlo. Indossando vestiti maschili, Johanna dà un'occhiata al negozio dove trova una foto, ignara che raffigura lei in braccio a sua madre. Nel momento in cui una mendicante entra nella stanza cercando Bamford, Johanna si nasconde nel baule della stanza. Poco dopo, Todd rientra nel negozio e rimane sorpreso nel vedere che la mendicante sembra conoscerlo. Sentendo che Turpin sta per entrare, il barbiere, preso dal panico, taglia la gola alla mendicante e lascia cadere il corpo giù per lo scivolo. Turpin irrompe nel negozio pochi secondi dopo e accetta l'offerta di farsi radere: alla fine Todd rivela la sua identità al giudice e lo uccide pugnalandolo col rasoio.
Il barbiere trova poi Johanna nascosta nel baule e, scambiandola per un uomo a causa degli abiti, le offre una rasatura per ucciderla. Viene però interrotto dalle urla di Mrs. Lovett e corre verso la stanza da forno, lasciando la figlia che avverte di dimenticare il suo viso. Mrs. Lovett aveva gridato perché il giudice, con le ultime forze rimaste, le aveva afferrato la gonna prima di morire. Riconoscendo la mendicante morta come Lucy, Mrs. Lovett cerca di liberarsi del cadavere, ma quando apre la porta del forno la luce illumina il viso della donna e Todd la riconosce come la moglie che credeva morta. Lovett rivela allora che Lucy sopravvisse al tentativo di suicidio ma che il veleno la fece diventare matta, quindi cerca di convincere Todd che lei ha mentito per l'amore provato nei suoi confronti, dicendo che stava "solo pensando a lui". Todd la calma e, preso da un cieco furore, danza con lei dichiarandole falsamente il suo amore per lei, per poi ucciderla gettandola nel forno. Alla fine, Toby riemerge dalle fognature e taglia la gola di Todd con il suo stesso rasoio mentre piange sul corpo della moglie morta, per poi allontanarsi dalla macabra scena.

## Cast
- Johnny Depp interpreta Benjamin Barker/Sweeney Todd, un barbiere che in preda alla follia taglia la gola a clienti innocenti in seguito alla perdita della moglie e della figlia. Depp sentì parlare per la prima volta di Sweeney Todd nel 2000 quando gli venne consegnata una registrazione del cast originale da Burton. Depp non era un fan del genere ma gli piacque il musical. Depp quando firmò il contratto disse: "Quante possibilità hai di recitare in un musical su un serial killer?"[1] L'attore citò Peter Lorre in Amore folle (1935) come sua ispirazione e studiò le canzoni mentre girava Pirati dei Caraibi - Ai confini del mondo.[2] Depp registrò qualche nastro di prova di se stesso nel West Hollywood, lavorando con Bruce Witkin per migliorare la propria capacità vocale senza un insegnante di canto qualificato.[1] Molti dei dialoghi di Sweeney sono stati tagliati dal musical. Depp a proposito disse "Ci siamo focalizzati sul pericolo e l'inquietante idea dell'immobile, infatti egli non guarda molte persone negli occhi e non parla molto", un'idea che Burton confronta con Boris Karloff e altri attori di classici film dell'horror, dove "i suoi occhi e la musica [...] raccontano la storia."[3] Mentre Depp formava la sua voce da adulto non era sicuro di riuscire a sostenere le parole composte da Stephen Sondheim.[1] Si rese conto di come ci fossero "tanti mezzi-salti... tipo a partire da un Sol ad un La-bemolle poi ad un La e Si-bemolle. È super, molto difficoltoso; queste note non dovrebbero lavorare nello stesso momento."[2] Il produttore Richard Zanuck ammise che c'erano "milioni di dollari commissionati per un'assunzione. [Ma] tutti ci siamo detti l'uno con l'altro, 'Johnny è un ragazzo intelligente. Non avrebbe mai messo se stesso in questa posizione se non avesse pensato di potercela fare.'" Sondheim a proposito: "Io avevo calcolato che egli avrebbe avuto una voce da baritono... lo amo come attore e sarà così sempre. Faremo questa cosa assieme, non ho esitato nemmeno un secondo."[1] Sondheim spiegò a Depp che la performance sarebbe stata molto più recitativa che canora.[2] Depp scelse un approccio Punk rock per la sua performance,[4] ispirandosi ad Anthony Newley e Iggy Pop, e di quest'ultimo dice "Cantante aggressivo. Specialmente nelle piccole cose, c'è qualcosa di indimenticabile che ricorda gli attacchi [di Sweeney]."[3]
- Helena Bonham Carter è Mrs. Lovett, la compagna di crimini di Todd la quale cucina i cadaveri delle vittime con i suoi pasticci. Bonham Carter "voleva essere Mrs. Lovett da quando aveva 11 anni" e voleva dimostrare a se stessa di essere nel cast non per un atto di nepotismo da parte del compagno Tim Burton. L'attrice ha preso lezioni di canto da Ian Adam, mentre Sondheim guardò circa dodici nastri delle sue audizioni, che egli approvò dicendo: "Persino in uno studio di registrazione, indossando uno straccio, lei è così bella e sexy."[1] In totale ha preso tre mesi di lezioni di canto mentre era incinta durante la produzione del film.[5] Il personaggio spesso sta cantando mentre si muove, un comportamento che Bonham Carter ha simpaticamente soprannominato "l'olimpiade dei tanti ruoli".[6] In aggiunta si è impratichita a cucinare pasticci per molte ore, cantando le sue parole nello stesso momento, commentando "tu devi fare in modo di amalgamare il ritmo e il canto di Sondheim nello stesso momento."[7]
- Alan Rickman è il Giudice Turpin, un malvagio e perverso giudice, con la fissa di ogni genere di pratica sessuale che esiliò Todd e violentò sua moglie. Adottò poi la figlia di Todd, Johanna, figurandosi come suo "tutore", benché egli la spii attraverso un foro nella parete. Egli ha intenzione di sposarla nonostante lei abbia solamente sedici anni. Rickman disse: "La musica è un tipo di costante e scivola dentro e fuori il dialogo e il canto. Perché è in vere stanze e in veri posti che il passaggio da parlato a cantato diventa ben più di un fattore organico."[6]
- Timothy Spall è il Messo Bamford, l'assistente personale del Giudice Turpin.
- Sacha Baron Cohen è Davey Collins/Signor Adolfo Pirelli, l'italiano (britannico sotto false spoglie) rivale e precedente dipendente. Durante il suo provino, Baron Cohen cantò canzoni tratte da Il violinista sul tetto. Burton commentò dicendo: "Desidererei aver avuto una videocamera, perché ha letteralmente portato tutta la colonna sonora de Il violinista sul tetto."[8]
- Laura Michelle Kelly è Lucy Barker, la moglie di Todd.
- Jayne Wisener è Johanna Barker, la figlia di Todd.
- Jamie Campbell Bower è Anthony Hope, un marinaio che diventa amico di Todd e che si innamora di Johanna.
- Ed Sanders è Tobias "Toby" Ragg, il giovane assistente di Pirelli, amante del gin, il quale si unirà a Todd e Mrs. Lovett. Ha lavorato e vissuto in un orfanotrofio quando era piccolo prima di venire preso dal signor Pirelli.

## Produzione

### Sviluppo
Alan Parker espresse il suo interesse nel portare al cinema Sweeney Todd durante gli anni ottanta. Tim Burton vide il musical numerose volte a partire dal 1980, la prima volta come studente della CalArts. Benché egli non fosse un fan del genere, rimase colpito di come fosse adatto ad una trasposizione cinematografica. Lo descrisse come un film muto accompagnato dalla musica, e fu "abbagliato sia dalla musica che dal senso di macabro." Quando la sua carriera come regista prese il volo a fine anni ottanta, Burton incontrò Stephen Sondheim. Secondo Sondheim, "allora [Burton] andò fuori e fece altre cose." Burton completò un disegno che per coincidenza ricordava Johnny Depp ed Helena Bonham Carter, i quali avranno rapporti con lui anni dopo.
Sam Mendes lavorò al progetto per diversi anni, durante i quali lo stesso Sondheim venne contattato per stendere una sceneggiatura nel giugno 2003. Per ragioni sconosciute Sondheim non volle scrivere la sceneggiatura, però sia lui, Mendes e il produttore Walter Parkes assunsero John Logan, il quale aveva precedentemente collaborato con Parkes per Il gladiatore. Logan affermò che la più grande sfida nello scrivere il copione era "prendere un magnifico musical di Broadway e farlo diventare un film, un emozionante ed onesto film. Sul palco puoi avere un coro che canta interpretando gli abitanti di Londra, ma penso che in un film ciò non sia adatto." Mendes decise di prendere la regia del film Jarhead. Burton decise di realizzare il film nel 2006 dopo che il suo progetto Ripley's Believe It or Not! venne accantonato a causa dell'ecciso budget. John Logan sentì che con Burton "condividemmo le stesse sensazioni infantili mentre guardavamo i film della Amicus Productions ", concordarono quindi sul tono che il film avrebbe avuto. Nell'agosto 2006, la DreamWorks annunciò che Burton avrebbe preso la regia di Sweeney Todd e che Johnny Depp era stato scelto per interpretare il protagonista. Burton e Logan ancora una volta lavorarono sulla sceneggiatura dopo che il regista venne ingaggiato.
L'adattamento di un musical di palcoscenico di tre ore in un film della durata di due ore richiede qualche cambiamento. Qualche canzone perse dei versi e altre vennero completamente rimosse. Burton e Logan decisero anche di mantenere al centro dell'attenzione della storia il triangolo composto da Sweeney, Mrs. Lovett e Toby, non lasciando che elementi secondari potessero evolversi come nel musical. Per esempio nello spettacolo Johanna, la figlia di Sweeney, e Anthony hanno più spazio musicale rispetto a quello del film.

### Riprese
Le riprese del film sono ufficialmente iniziate il 5 febbraio 2007 ai Pinewood Studios in Inghilterra a Londra, (gli stessi dove Tim Burton girò Batman) ma sono state interrotte quasi subito a causa del periodo di malattia della figlia di Johnny Depp; le riprese sono ricominciate a marzo 2007 e si sono concluse il 14 giugno 2007.

### Musica
Questo è il secondo lungometraggio di Tim Burton a non avere le musiche di Danny Elfman; infatti nel 1994, il regista scelse come compositore Howard Shore per il film Ed Wood. Nell'adattamento del musical in film, Stephen Sondheim notò che la trama era pronta a diventarlo. Mike Higham, il produttore musical del film, inviò a Sondheim dei file MP3 delle canzoni accorciate, sperando che Sondheim desse un riscontro. Per creare una grande e più cinematografica sensazione, il musical venne riorchestrato dall'orchestratore originale dello show, Jonathan Tunick, incrementando l'orchestra da ventisette musicisti a settantotto.
Burton non voleva riempire di dialoghi gli spazi lasciati liberi dalle canzoni, come è tradizione. Tagliò poi il famosissimo numero di apertura del musical, "The Ballad of Sweeney Todd" dicendo, "Perché avere un coro che canta 'partecipando alla storia di Sweeney Todd' quando potresti semplicemente entrare e parteciparvici?" Molte altre canzoni sono state tagliate così da rendere il musical di tre ore in un film di due ore. Sondheim notò che c'erano "molti cambiamenti, aggiunte e tagli... [però]... se te ti basi appena su essi, penso che avrai un grande spettacolo." Christopher Lee, Anthony Head, Peter Bowles e altri cinque facevano originariamente parte del cast dove interpretavano i fantasmi narratori che cantavano "The Ballad of Sweeney Todd". Secondo Lee, a causa dell'interruzione delle riprese provocata dalla malattia della figlia di Johnny Depp nel marzo 2007, i tempi divennero troppo stretti e i personaggi furono eliminati dal film. Anthony Head ha avuto comunque un piccolo cameo nel montaggio finale del film.

## Distribuzione

### Doppiaggio
- La direzione del doppiaggio è stata eseguita da Massimiliano Alto.
- Le canzoni sono in lingua inglese sottotitolata in italiano

### Edizione home video
Il film è stato commercializzato in DVD e Blu-ray Disc in edizioni a singolo e doppio disco il 1º aprile 2008 negli Stati Uniti; il 17 giugno 2008 in Italia.

## Accoglienza

### Incassi
Dopo essere stato presentato in anteprima a New York il 3 dicembre 2007, Sweeney Todd - Il diabolico barbiere di Fleet Street è uscito ufficialmente negli Stati Uniti il 21 dicembre 2007 in 1 249 sale, e ha incassato 9300805 $ nel weekend di apertura. Ha ottenuto buoni risultati al botteghino nel Regno Unito e in Giappone. Alla fine, il film ha incassato 52898073 $ negli Stati Uniti e in Canada e 99625091 $ in altri paesi, accumulando un totale mondiale di 152523164 $.

### Critica
L'aggregatore di recensioni Rotten Tomatoes riferisce che il film ha l'86% di approvazione sulla base di 232 recensioni e una valutazione media di 7,70/10. Un altro aggregatore, Metacritic, ha assegnato al film un punteggio medio di 83 su 100, basato su 39 recensioni, indicando un "plauso universale". Il film è apparso nella top ten di molti critici dei migliori film del 2007.
Roger Ebert del Chicago Sun-Times gli ha assegnato quattro stelle su quattro, lodando lo stile visivo di Burton. Nella sua recensione su Variety, Todd McCarthy l'ha definito «sia acuto che agile [...] una versione cinematografica soddisfacente del musical teatrale del 1979 di Stephen Sondheim». Lisa Schwarzbaum di Entertainment Weekly ha dato al film un B+ nella sua recensione.
In Rolling Stone, Peter Travers gli ha assegnato 3 stelle e mezzo su 4 e ha aggiunto: «Sweeney Todd è un thriller commerciale dall'inizio alla fine: spaventoso, mostruosamente divertente e melodicamente elettrizzante». Kirk Honeycutt di The Hollywood Reporter ha scritto: «Il sangue giustapposto alla musica è molto inquietante. Va contro le aspettative. Burton spinge questo sangue sui volti del suo pubblico in modo da sentire la follia e la furia distruttiva dell'ossessione di Sweeney. Collaborando con Depp, Burton rende Sweeney un oscuro pozzo fumante di furia e odio che consuma se stesso. Con la sua recitazione robusta e la sua voce sorprendentemente buona, Depp è uno Sweeney Todd secolare». Harry Knowles ha dato al film una recensione molto positiva, definendolo il miglior film di Burton dai tempi di Ed Wood, e ha elogiato tutto il cast e la scenografia, ma ha notato che probabilmente non sarebbe piaciuto ai fan non musicali a causa del predominio della musica nel film.

## Riconoscimenti
- 2008 – Premio Oscar
  - Miglior scenografia a Dante Ferretti, Francesca Lo Schiavo
  - Candidatura al miglior attore protagonista a Johnny Depp
  - Candidatura ai migliori costumi a Colleen Atwood
- 2008 – Golden Globe
  - Miglior film commedia o musicale
  - Miglior attore in un film commedia o musicale a Johnny Depp
  - Candidatura alla migliore attrice in un film commedia o musicale a Helena Bonham Carter
  - Candidatura al miglior regista a Tim Burton
- 2008 - BAFTA
  - Candidatura ai migliori costumi a Colleen Atwood
  - Candidatura al miglior trucco e acconciature a Ivana Primorac e Peter Owen
- 2008 – Evening Standard British Film Awards
  - Miglior attrice a Helena Bonham Carter
- 2007 – National Board of Review Awards
  - Miglior regista a Tim Burton
- 2007 – Phoenix Film Critics Society Awards
  - Miglior realizzazione dei costumi a Colleen Atwood
  - Miglior realizzazione della scenografia a Dante Ferretti
  - Miglior performance di un giovane attore in un ruolo protagonista o non a Ed Sanders
- 2007 – San Diego Film Critics Society Awards
  - Miglior scenografia a Dante Ferretti
- 2007 – Washington DC Area Film Critics Association Awards
  - Miglior scenografia a Dante Ferretti
- 2008 – American Cinema Editors
  - Premio Eddie: Miglior montaggio cinematografico - Commedia o musical a Chris Lebenzon
- 2008 – Costume Designers Guild Awards
  - Eccellenza nel design dei costumi per un film a Colleen Atwood
- 2008 – Kansas City Film Critics Circle Awards
  - Premio Vince Koehler per il miglior film di fantascienza, fantasy o horror a Tim Burton
- 2008 – Las Vegas Film Critics Society Awards
  - Miglior costumi a Colleen Atwood
  - Miglior giovane attore in un film a Ed Sanders
- 2008 – MTV Movie Awards
  - Miglior cattivo a Johnny Depp